# Litlington (East Sussex)
Litlington – wieś w Anglii, w hrabstwie East Sussex, w dystrykcie Wealden. Leży 83 km na południe od Londynu.